# 亞納馬賴山
9°39′40″S 77°15′40″W / 9.66111°S 77.26111°W

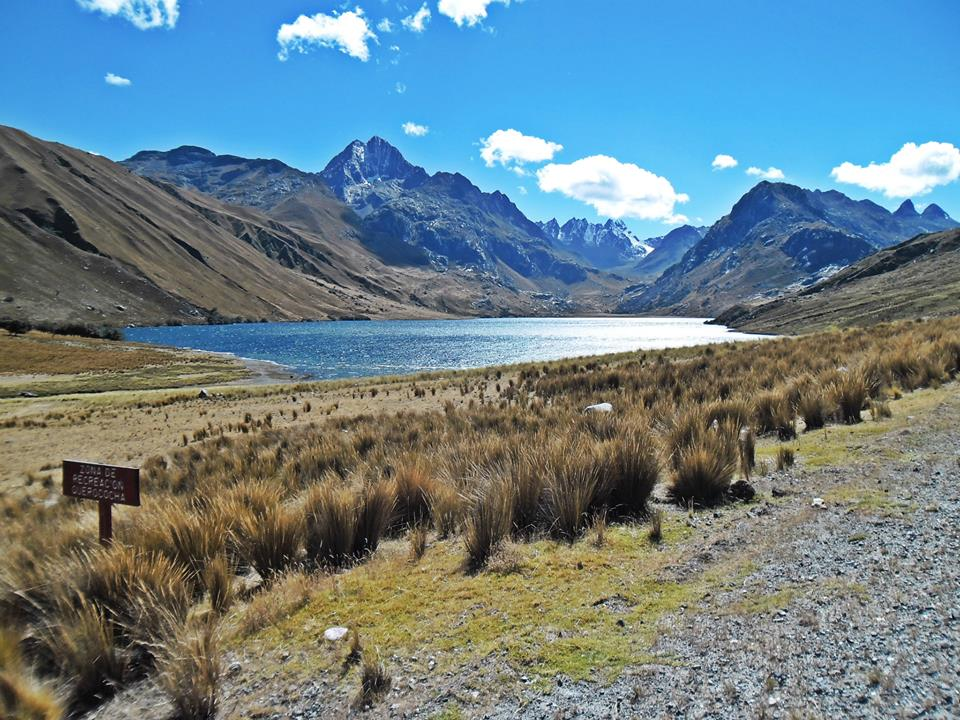

亞納馬賴山（西班牙語：Yanamarey），是秘魯的山峰，位於安卡什大區的雷奈伊省，屬於安第斯山脈中布蘭卡山脈的一部分，處於普卡拉胡山以東、克羅科查湖東北面，海拔高度5,237米。